# Johnny Schuth
Johnny Schuth, (Saint-Omer, 7 de dezembro de 1941), é um ex-futebolista francês. Ele competiu na Copa do Mundo FIFA de 1966, sediada na Inglaterra, na qual a seleção de seu país terminou na 13º colocação dentre os 16 participantes.